# Memoriał Dienisa Tena 2022
Memoriał Dienisa Tena 2022 – siódme zawody łyżwiarstwa figurowego z cyklu Challenger Series 2022/2023. Zawody rozgrywano od 25 do 29 października 2022 roku w Barys Arena Ice Palace w Astanie.
W konkurencji solistów zwyciężył Gruzin Nika Egadze, zaś wśród solistek Koreanka Kim Min-chae. W parach tanecznych triumfowali Japończycy Kana Muramoto i Daisuke Takahashi.

## Rekordy świata
| Rekordy świata (GOE±5) na moment rozpoczęcia zawodów (stan na 25 października 2022): | Rekordy świata (GOE±5) na moment rozpoczęcia zawodów (stan na 25 października 2022): | Rekordy świata (GOE±5) na moment rozpoczęcia zawodów (stan na 25 października 2022): | Rekordy świata (GOE±5) na moment rozpoczęcia zawodów (stan na 25 października 2022): | Rekordy świata (GOE±5) na moment rozpoczęcia zawodów (stan na 25 października 2022): | Rekordy świata (GOE±5) na moment rozpoczęcia zawodów (stan na 25 października 2022): |
| Konkurencja                                                                          | Segment                                                                              | Zawodnicy                                                                            | Punkty                                                                               | Zawody                                                                               | Data                                                                                 |
| ------------------------------------------------------------------------------------ | ------------------------------------------------------------------------------------ | ------------------------------------------------------------------------------------ | ------------------------------------------------------------------------------------ | ------------------------------------------------------------------------------------ | ------------------------------------------------------------------------------------ |
| Soliści                                                                              | Nota łączna                                                                          | Nathan Chen                                                                          | 335,30                                                                               | Finał Grand Prix 2019                                                                | 7 grudnia 2019                                                                       |
| Soliści                                                                              | Program dowolny                                                                      | Nathan Chen                                                                          | 224,92                                                                               | Finał Grand Prix 2019                                                                | 7 grudnia 2019                                                                       |
| Soliści                                                                              | Program krótki                                                                       | Nathan Chen                                                                          | 113,97                                                                               | Zimowe igrzyska olimpijskie 2022                                                     | 10 lutego 2020                                                                       |
| Solistki                                                                             | Nota łączna                                                                          | Kamiła Walijewa                                                                      | 272,71                                                                               | Rostelecom Cup 2021                                                                  | 27 listopada 2021                                                                    |
| Solistki                                                                             | Program dowolny                                                                      | Kamiła Walijewa                                                                      | 185,29                                                                               | Rostelecom Cup 2021                                                                  | 27 listopada 2021                                                                    |
| Solistki                                                                             | Program krótki                                                                       | Kamiła Walijewa                                                                      | 90,45                                                                                | Mistrzostwa Europy 2022                                                              | 13 stycznia 2022                                                                     |
| Pary sportowe                                                                        | Nota łączna                                                                          | Sui Wenjing / Han Cong                                                               | 239,88                                                                               | Zimowe igrzyska olimpijskie 2022                                                     | 19 lutego 2022                                                                       |
| Pary sportowe                                                                        | Program dowolny                                                                      | Anastasija Miszyna / Aleksandr Gallamow                                              | 157,46                                                                               | Mistrzostwa Europy 2022                                                              | 13 stycznia 2022                                                                     |
| Pary sportowe                                                                        | Program krótki                                                                       | Sui Wenjing / Han Cong                                                               | 84,41                                                                                | Zimowe igrzyska olimpijskie 2022                                                     | 18 lutego 2022                                                                       |
| Pary taneczne                                                                        | Nota łączna                                                                          | Gabriella Papadakis / Guillaume Cizeron                                              | 229,82                                                                               | Mistrzostwa świata 2022                                                              | 26 marca 2022                                                                        |
| Pary taneczne                                                                        | Taniec dowolny                                                                       | Gabriella Papadakis / Guillaume Cizeron                                              | 137,09                                                                               | Mistrzostwa świata 2022                                                              | 26 marca 2022                                                                        |
| Pary taneczne                                                                        | Taniec rytmiczny                                                                     | Gabriella Papadakis / Guillaume Cizeron                                              | 92,73                                                                                | Mistrzostwa świata 2022                                                              | 25 marca 2022                                                                        |

## Wyniki

### Soliści
| Poz. | Zawodnik          | Nota łączna | SP | SP    | FS | FS     |
| ---- | ----------------- | ----------- | -- | ----- | -- | ------ |
| 1    | Nika Egadze       | 208,47      | 1  | 71,81 | 1  | 136,66 |
| 2    | Dias Jirenbajew   | 192,67      | 2  | 68,52 | 4  | 124,15 |
| 3    | Władmir Litwincew | 188,77      | 3  | 64,00 | 3  | 124,77 |
| 4    | Rachat Bralin     | 181,22      | 4  | 62,47 | 5  | 118,75 |
| 5    | Kornel Witkowski  | 179,50      | 7  | 47,23 | 2  | 132,27 |
| 6    | Oleg Mielnikow    | 162,30      | 5  | 57,62 | 6  | 104,68 |
| 7    | Siemion Daniłjanc | 158,21      | 6  | 55,62 | 7  | 102,59 |
| 8    | Jelissey Wołkow   | 101,96      | 8  | 46,82 | 8  | 55,14  |

### Solistki
| Poz. | Zawodniczka          | Nota łączna | SP | SP    | FS | FS     |
| ---- | -------------------- | ----------- | -- | ----- | -- | ------ |
| 1    | Kim Min-chae         | 158,84      | 7  | 41,05 | 1  | 117,79 |
| 2    | Anna Lewkowiec       | 145,43      | 1  | 54,16 | 3  | 91,27  |
| 3    | Choi Da-bin          | 145,06      | 3  | 49,76 | 2  | 95,30  |
| 4    | Alеksandra Fеjgin    | 140,96      | 2  | 50,11 | 4  | 90,85  |
| 5    | Anastasija Graczewa  | 132,66      | 4  | 47,36 | 5  | 85,30  |
| 6    | Kristina Grigorowa   | 128,91      | 5  | 45,66 | 6  | 83,25  |
| 7    | Sofiya Farafonowa    | 122,51      | 8  | 40,63 | 7  | 81,88  |
| 8    | Antonina Dubinina    | 118,98      | 6  | 44,42 | 8  | 74,56  |
| 9    | Bagdana Rachiszowa   | 111,88      | 9  | 38,16 | 9  | 73,72  |
| 10   | Jaśmin Tekik         | 105,70      | 10 | 33,02 | 10 | 72,68  |
| 11   | Aleksandra Nesterowa | 79,05       | 11 | 28,90 | 11 | 50,15  |

### Pary taneczne
| Poz. | Zawodnicy                                      | Nota łączna | RD | RD    | FD | FD     |
| ---- | ---------------------------------------------- | ----------- | -- | ----- | -- | ------ |
| 1    | Kana Muramoto / Daisuke Takahashi              | 188,30      | 1  | 79,56 | 1  | 108,74 |
| 2    | Jennifer Janse van Rensburg / Benjamin Steffan | 177,91      | 2  | 72,15 | 2  | 105,76 |
| 3    | Marija Ignatiewa / Danyjił Semko               | 174,23      | 3  | 70,20 | 3  | 104,03 |
| 4    | Lara Luft / Maximilian Pfisterer               | 152,16      | 4  | 60,48 | 4  | 91,68  |
| 5    | Lucy Hancock / Ilias Fourati                   | 148,75      | 5  | 59,42 | 6  | 89,33  |
| 6    | Adrienne Carhart / Ołeksandr Kołosowski        | 148,57      | 6  | 57,01 | 5  | 91,56  |
| 7    | Gauchar Nauryzowa / Boyisangur Datijew         | 145,12      | 7  | 56,47 | 7  | 88,65  |
| 8    | Viktoriia Azroian / Artur Gruzdiew             | 138,52      | 9  | 53,03 | 8  | 85,49  |
| 9    | Zoe Larson / Andrij Kapran                     | 135,18      | 8  | 55,69 | 9  | 79,49  |